# Субпотребление
Субпотребление e теория в икономиката, според която рецесиите и икономическите стагнации възникват, заради неадекватно консуматорско търсене по отношение на произведеното количество. Теорията е била заместена от 30-те на 20 век от Кейнсианската икономика и теорията за общото търсене, които са били повлияни от теорията за субпотреблението.
Теорията за субпотреблението най-общо се отнася до хетеродоксалните икономисти във Великобритания през 19 век, специфично след 1815, които развиват теорията за субпотреблението и отричат класическата икономика във формата на рикардианска икономика. Тези икономисти не формират единна школа и техните теории биват отречени от мейнстрийм икономиката по онова време.
Субпотреблението е стара концепция в икономиката, която може да се проследи до френския меркантилистки текст от 1598 Les Trésors et richesses pour mettre l'Estat en Splendeur (Съкровищата и богатите за създадаване на държава на великолепието) от Бартелеми дьо Лафем, ако не и по-рано. Концепцията за субконсумацията е била използвана многократно като част от критиката на Закона на Сей, до момента в който теорията за субпотреблението бива заместена от Кейнсианската икономика, която дава по-комплексно обяснение на неспособността на общото търсене да постигне потенциалната продукция, тоест нивото на производство, отговарящо на пълната заетост.
Една от ранните субпотребителски теории казва, че понеже работниците са ниско платени, тоест по-ниско от това, което те произвеждат, те не могат обратно да закупят равностойно на тяхното производство. Така, винаги ще има неадекватно търсене за даден продукт. Което обаче изключва други източници на търсене.